# جامعة سان هوزيه الولائية
جامعة سان هوزيه الولائية (بالإنجليزية: San Jose State University)‏ هي جامعة عامة أمريكية تقع في سان هوزيه (كاليفورنيا) تأسست عام 1857. تتميز بأنها أقدم مؤسسة عامة للتعليم العالي على الساحل الغربي للولايات المتحدة.
تتبع الجامعة منظومة جامعة كاليفورنيا الولائية.

## إحصائيات
يبلغ عدد طلاب الجامعة 32713 طالبا، منهم 6049 طالب دراسات عليا.

## أبرز الخريجين
- جوي شيستنت
- راي دولبي
- ديان فوسي
- لو هوفر
- ستيفي نيكس
- غوردون مور

## وصلات خارجية
- الموقع الرسمي